# Vachellia clarksoniana
Vachellia clarksoniana är en ärtväxtart som först beskrevs av Leslie Pedley, och fick sitt nu gällande namn av Kodela. Vachellia clarksoniana ingår i släktet Vachellia och familjen ärtväxter. Inga underarter finns listade i Catalogue of Life.